# Ischa Meijer

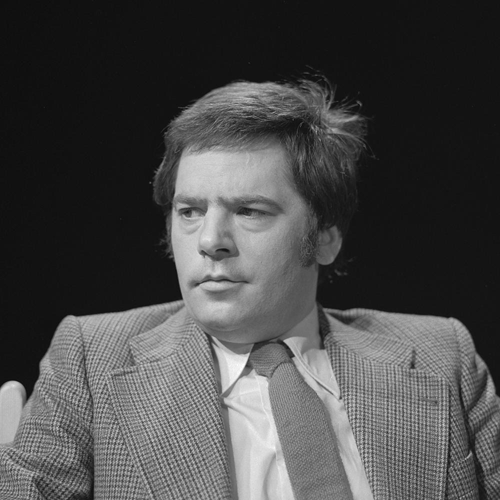
Ischa Meijer (1976)

Ischa Meijer (eigentlich Israël Chaim Meijer; * 14. Februar 1943 in Amsterdam; † 14. Februar 1995 ebenda) war ein niederländischer Journalist, Schriftsteller, Schauspieler und Talkmaster.

## Leben
Ischa Meijer wurde als Kleinkind zusammen mit seinen jüdischen Eltern, dem Historiker Jaap Meijer und dessen Frau Liesbeth Voet, in das KZ Bergen-Belsen verschleppt. Die Familie überlebte das Konzentrationslager und kehrte nach dem Krieg nach Amsterdam zurück, wo die Geschwister Mirjam und Job zur Welt kamen. Als die Kinder die Volljährigkeit erreichten, brachen die Eltern den Kontakt zu ihnen ab. Ischa Meijer litt ein Leben lang unter der fehlenden Beziehung zu seinen Eltern und suchte in der Schriftstellerei die Anerkennung, die ihm in seinem Elternhaus versagt geblieben war.
Meijer arbeitete als Journalist für verschiedene große Tages- und Wochenzeitungen und war insbesondere für seine ausführlichen und enthüllenden Interviews bekannt. In der Zeitung Het Parool hatte er zudem seit 1991 eine tägliche Kolumne unter dem Titel De Dikke Man (Der dicke Mann). Außerdem moderierte Meijer die Radiosendung Een Uur Ischa (Eine Stunde Ischa), später Een Dik Uur Ischa (Eine Dicke Stunde Ischa) und hatte eine eigene Show im Abendprogramm des Fernsehsenders RTL 5. 
Darüber hinaus war Meijer als Schauspieler tätig gewesen. Er ist in dem 1982 erschienenem Film De Boezemvriend sowie in Bastille und De Leeuw van Vlaanderen (beide 1984 erschienen) zu sehen.
Im Alter von 52 Jahren starb Meijer überraschend an einem Herzinfarkt. In seinem Todesjahr erhielt er postum die Auszeichnung Zilveren Reissmicrofoon (Silbernes Reiss-Mikrophon) für seine Arbeit als Radiomoderator. Die Schriftstellerin Connie Palmen, die von 1991 an bis zu seinem Tod mit Meijer zusammengelebt hatte, veröffentlichte 1998 das Buch I.M. (deutsch: I.M. Ischa Meijer – In Margine, In Memoriam, 1999) über ihre gemeinsame Zeit. Dieses wurde auch über die Niederlande hinaus bekannt.